# Dekanresidenset

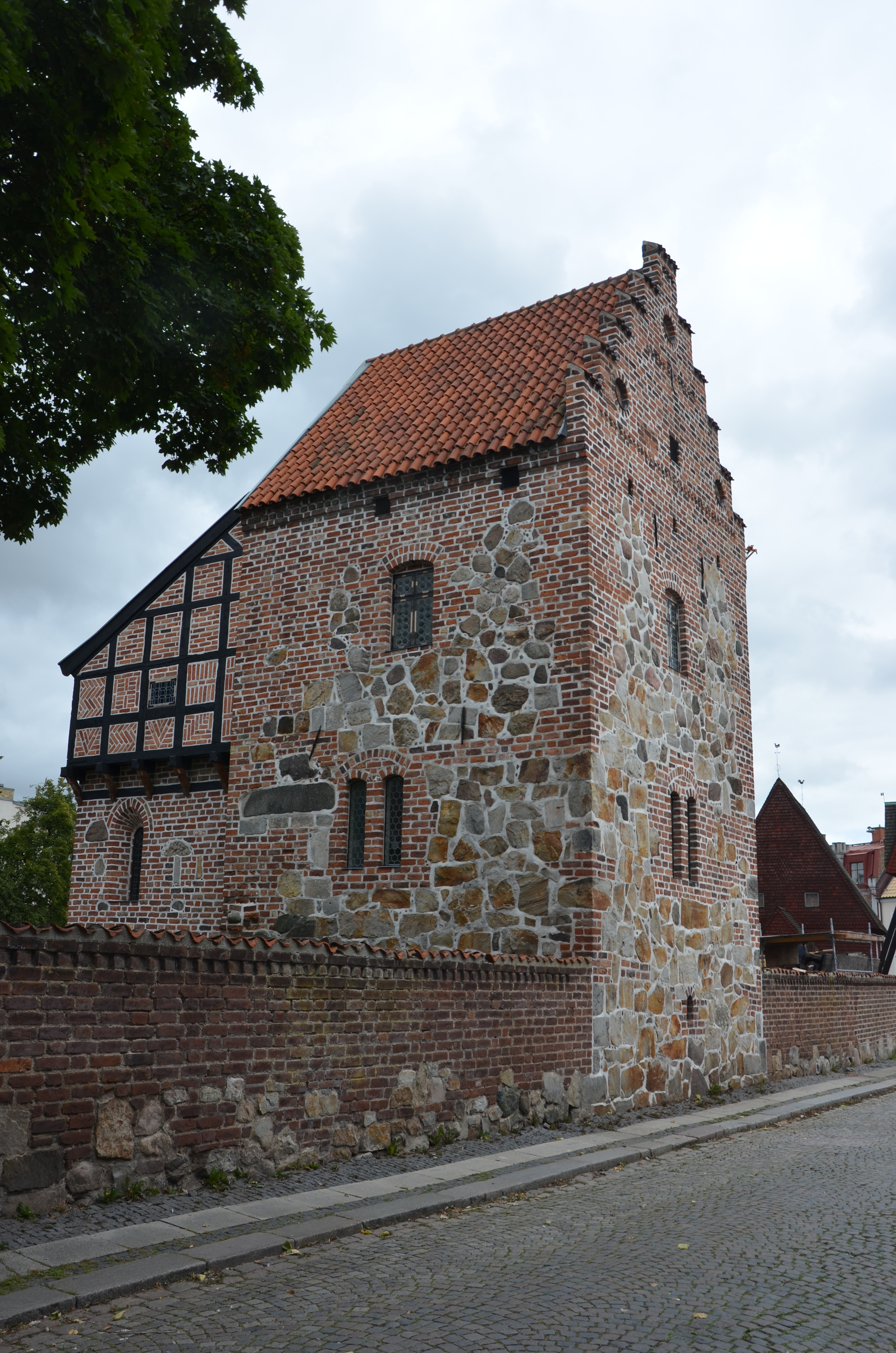
Dekanresidenset sett från Adelgatan

Dekanresidenset, också benämnt Kalendehuset, är ett medeltida tegelhus i Lund.
Kalendehuset fanns till 1908 på tomten nr 6 i kvarteret Glädjen i Lund vid Stora Kyrkogatan nära Lilla Gråbrödersgatan, på tomten söder om Lunds studentkårs konviktorium. Det flyttades då till Adelgatan inom Kulturens område. 
Fastigheten har sannolikt åtminstone sedan tidigt 1300-tal varit dekanresidens, fram till senast 1620-talet. Under senare delen av 1600-talet ägdes den av bland andra professorerna Nils Hyltenius Sifverschiöld (död 1702) och Richard Gjedde-Ehrensborg (död 1700). I slutet av 1700-talet ägdes den av professorn Eric Gustaf Lidbeck (död 1803), vilken införde potatissodling i Skåne, och därefter till 1829 av dennes son Anders Lidbeck. Lunds stift ägde gården 1836-55, under vilken tid den användes som bostad för biskop Vilhelm Faxe.
Freden i Lund den 26 september 1679 slöts sannolikt i Dekanhuset.
I början av 1900-talet låg dekanresidenset i vägen för ett planerad nybebyggelse. Kulturens grundare Georg J:son Karlin engagerade sig i att bevara huset på plats, men den slutliga lösningen blev att huset 1908 flyttades till Kulturens område med placering vid Adelgatan.